# Кіссенбрюк
Кіссенбрюк (нім. Kissenbrück) — громада в Німеччині, розташована в землі Нижня Саксонія. Входить до складу району Вольфенбюттель. Складова частина об'єднання громад Ельм-Ассе.
Площа — 6,64 км2. Населення становить 1675 ос. (станом на 31 грудня 2021).